# Michael Terry
Michael Terry, född 5 juni 1973, är en antiguansk och barbudansk friidrottare. Han deltog vid olympiska sommarspelen 1996.